# Nave nave moe
Nave nave moe est une huile sur toile de Paul Gauguin, réalisée à Paris en 1894 mais inspirée par son voyage à Tahiti trois ans plus tôt.
Elle se trouve aujourd'hui au Musée de l'Ermitage à Saint-Pétersbourg.